# Union des sociétés de gymnastique de France
Vous lisez un « bon article » labellisé en 2013.

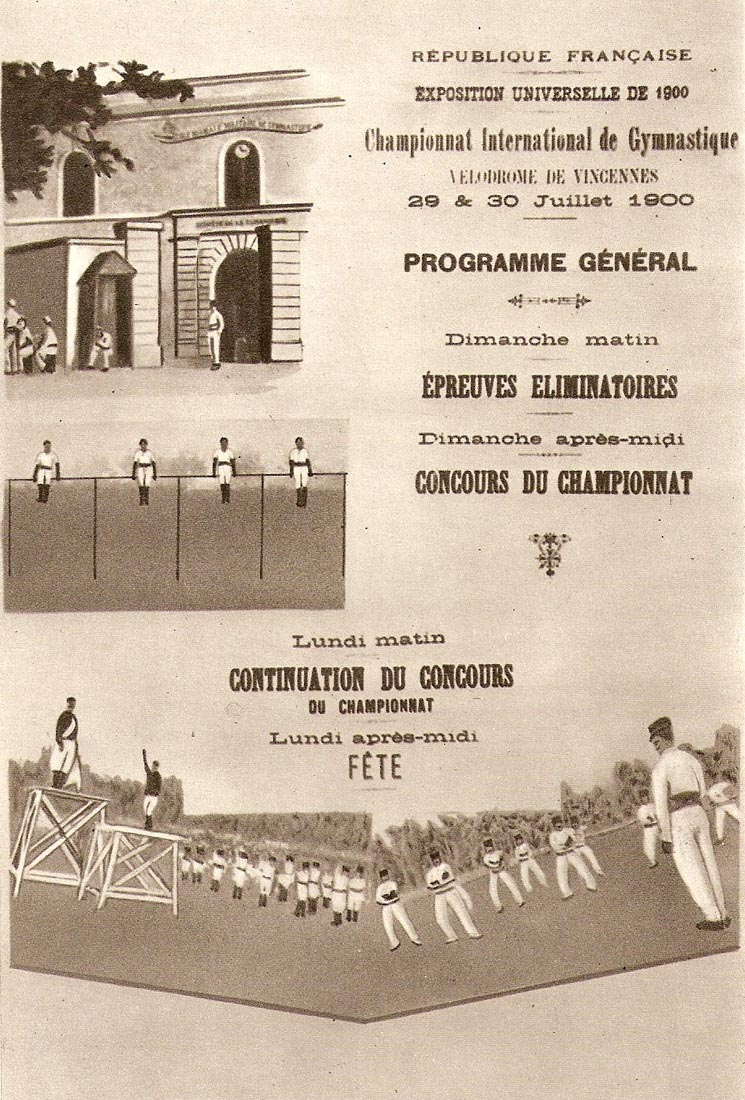

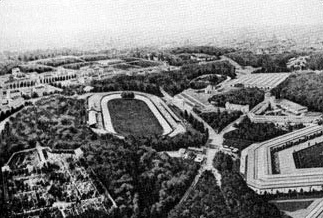
Lors des Jeux olympiques de 1900, la fête fédérale de l'USGF inaugure le nouveau vélodrome de Vincennes.

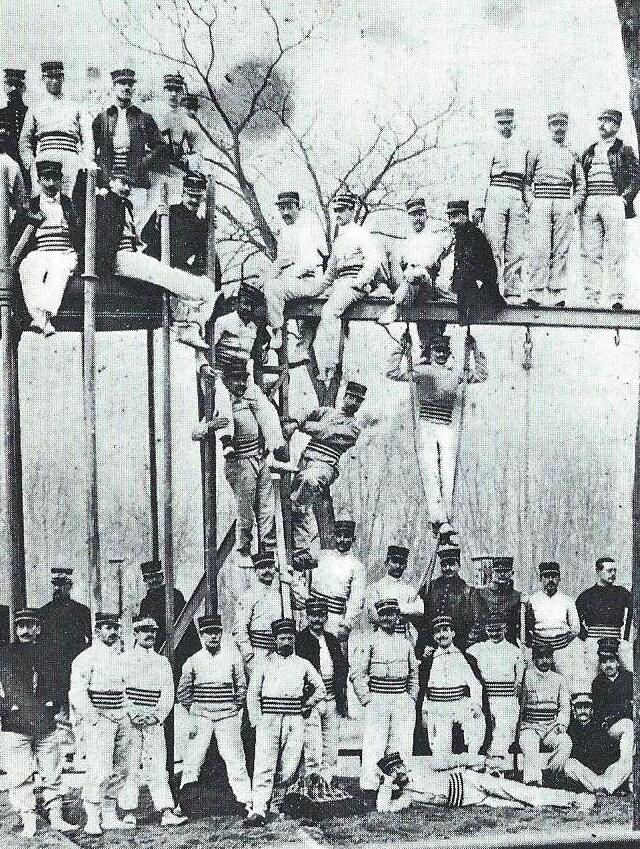
Stagiaires de Joinville.

L'Union des sociétés de gymnastique de France (USGF), fondée le 28 septembre 1873 par Eugène Paz, est l'organisme qui gère la gymnastique masculine en France jusqu'au 2 avril 1942, date à laquelle la Fédération française de gymnastique (FFG) lui succède.
La gymnastique, qui s'est développée en France dans la bourgeoisie urbaine sous la Restauration et le Second Empire, devient un véritable enjeu national aux débuts de la IIIe République. Un tenancier de salle de gymnastique, journaliste et professeur au lycée Condorcet, est à l'origine de l'Union des sociétés de gymnastique de France en 1873. Celle-ci bénéficie rapidement de l'expérience des gymnastes alsaciens exilés à Paris et l'un d'eux, Jean-Jacques Ziegler, est à l'origine de la première fête fédérale en 1878. Cette fête devient ensuite l'enjeu principal de l'Union qui élit chaque année son nouveau comité directeur pour mener à bien cette opération.
À partir de 1897, on assiste à une stabilisation de l'organe directeur qui est présidé pendant 34 ans par Charles Cazalet. Patriote social convaincu, celui-ci lui donne rapidement une dimension nouvelle en s'appuyant sur le succès de la fête fédérale de 1900, organisée dans le cadre de l'Exposition universelle. Sans renoncer aux valeurs républicaines et patriotiques, il entraîne progressivement l'Union sur la voie de la compétition sportive et de l'excellence internationale en s'appuyant sur la formation des cadres. À son départ en 1931, l'USGF se retrouve quelque peu déstabilisée. En 1940, le gouvernement de Vichy l'oblige à prendre le titre de fédération et à intégrer la fédération féminine qui s'est développée en parallèle depuis la précédente guerre. L'actuelle FFG résulte de l'application de ces deux mesures.

## La gymnastique avant 1870

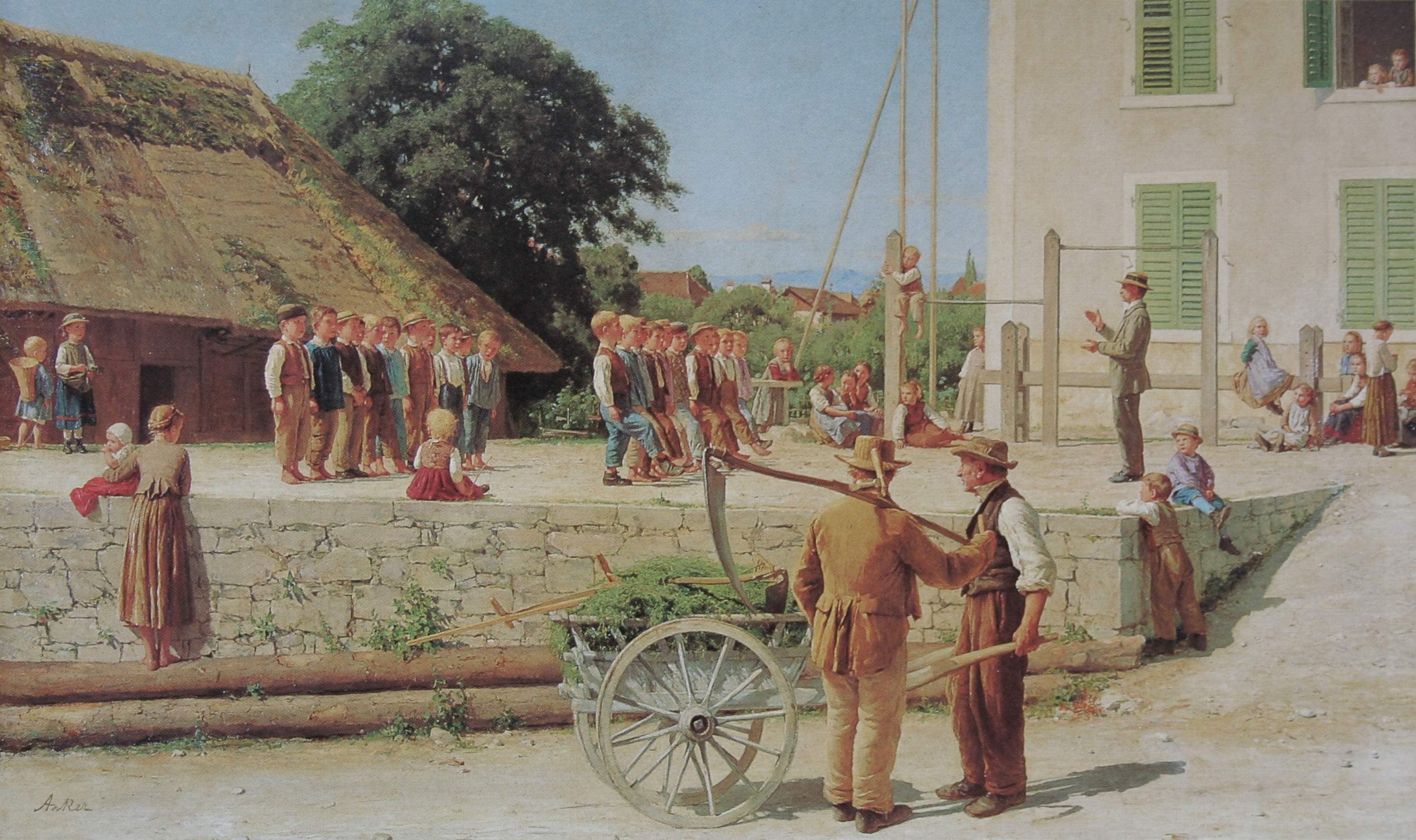
La leçon de gymnastique en Suisse d'après Albert Anker.

Même lorsqu'elle partage avec elles des activités, comme les tournois de chevalerie, la gymnastique diffère par son histoire et sa philosophie des pratiques hédonistes et folkloriques qui préludent au sport moderne. Comme le montrent, entre autres, certains hiéroglyphes et l'histoire des jeux olympiques antiques, c'est dans la préparation du combattant et les rites religieux qu'il faut rechercher sa lointaine origine. Au XVIIe siècle, la réflexion sur les besoins de l'industrialisation naissante lui attribue une nouvelle fonction sociale : préparer les futurs travailleurs manuels à leur rude existence. C'est John Locke (1632-1704) qui pose les fondements de cette pédagogie « fonctionnelle » et des « écoles de travail » dont l'idée sera reprise par Johann Heinrich Pestalozzi (1746-1827) et les théoriciens allemands de l'Arbeitsschule. Rapidement, les problèmes de santé de la population ouvrière conduisent à attribuer à la gymnastique une fonction supplémentaire de prophylaxie. Pehr Henrik Ling (1776-1839) est le plus représentatif de cette dernière tendance qui mène également à la kinésithérapie moderne. Dès la fin du XVIIIe siècle, la gymnastique se développe en Europe en trois lieux distincts : la Suède avec Pehr Henrik Ling, les pays germaniques avec Johann Christoph Friedrich GutsMuths (1759-1839), et notamment le « Père des gymnastes » Friedrich Ludwig Jahn (1772-1852) et la Suisse avec Pestalozzi mais aussi plus tard l'empire austro-hongrois avec Miroslav Tyrs (1832-1884) et le mouvement sokol. Il ne s'agit encore le plus souvent que d'une activité physique généralisée à visée militaire ou hygiéniste. La première fédération européenne semble être la Société fédérale suisse créée en 1832. Elle est suivie de l'Allemagne en 1860, des Pays-Bas en 1861, de la Belgique en 1862 et de la Pologne en 1867.

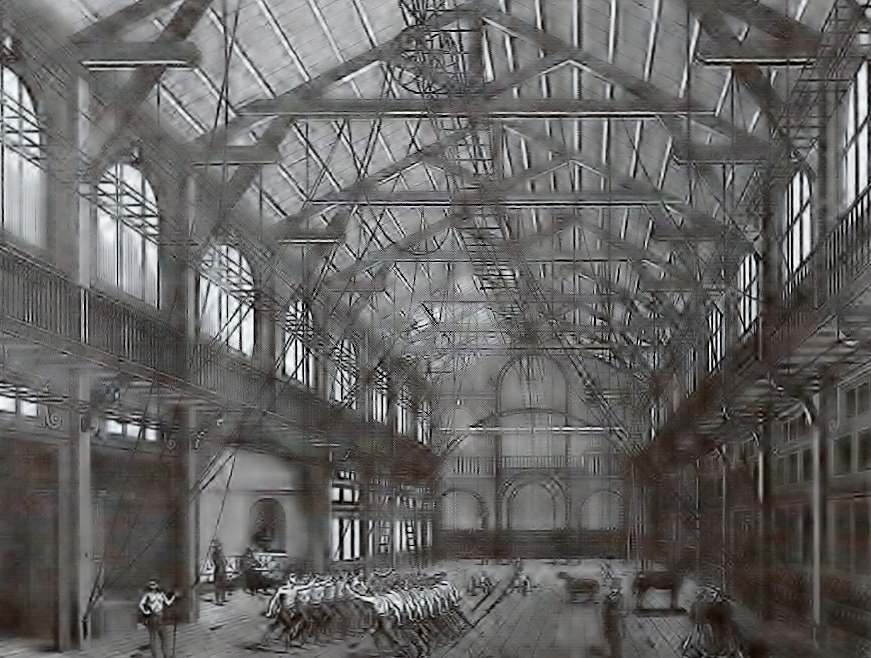
Un gymnase sous le Second Empire.

En France, elle apparaît au début de la Restauration avec Francisco Amoros. Elle connaît alors un développement militaire mais aussi civil dans les gymnases privés et scolaires des établissements d'enseignement. Le gymnase devient alors le lieu de rencontre de l'intelligentsia urbaine et de débats sociopolitiques. Un gymnase normal militaire est créé en 1852 et, en 1867, le ministre de l'Instruction publique, Victor Duruy, mandate une mission d'étude sur la gymnastique en Belgique et dans les pays germanophones placée sous la présidence du docteur Hillairet. Publié le 15 février 1868 le rapport Hillairet, outre ses conclusions, recense les enseignants de gymnastique en France. Le véritable constat de carence qu'il dresse explique le décret de Victor Duruy qui institue le 12 mars 1869 un « certificat d'aptitude à l'enseignement de la gymnastique » (CAEG). Côté associatif, l’Alsace est sous le Second Empire un véritable laboratoire dont les expériences sont largement exploitées par la gymnastique associative de la Troisième République. Dès le 12 mai 1861 Jean-Jacques Ziegler organise à Guebwiller la première fête de gymnastique en France et fonde le 8 mai 1864 l'Association des gymnastes alsaciens, véritable fédération régionale de gymnastique. Il organise une seconde fête à Colmar en 1867 puis à Strasbourg en 1869. C'est encore lui qui est la cheville ouvrière de la première fête fédérale à Paris en 1878 au Pré Catelan. Cependant, la première société de gymnastique française semble bien être apparue à Lyon en 1842. Celle de Guebwiller ne date que de 1860 et elle est suivie en 1865 par celle d'Épinal, en 1867 par deux sociétés de Reims puis en 1868 par la Gauloise de Paris. En 1870, 25 sociétés de gymnastique sont recensées sur l'ensemble du territoire.

## Historique de l'Union

### La fête fédérale, pilier de la République (1873-1897)
Le désastre de 1870 achève d'inscrire la gymnastique parmi les priorités nationales, mobilisant au-delà de la seule sphère politique : dès 1872, l'École normale militaire de gymnastique de Joinville devient École de gymnastique et d'escrime en s'ouvrant à toute la Nation et en particulier aux instituteurs qui doivent y faire un stage de trois mois à l'occasion de leur service militaire. Eugène Paz, un professeur de l'école normale d'Auteuil, qui participe activement à ce mouvement fonde l'USGF le 28 septembre 1873. Le journal Le moniteur de gymnastique qu'il a créé en 1868 devient alors Le Gymnaste, titre que la revue fédérale de la Fédération française de gymnastique porte encore à ce jour, et la devise « Patrie, courage, moralité » est adoptée par la nouvelle union qui marque par là son engagement dans le relèvement national après la défaite face à la Prusse et le drame de la Commune de Paris. Deux ans plus tard l'USGF regroupe déjà 250 associations. Mais les pouvoirs publics sont encore réticents face aux initiatives associatives qui lui rappellent la Commune. Paz, écartelé entre la nécessité de les rassurer et l'activisme des réfugiés alsaciens revanchards qui lui reprochent sa modération, doit céder la place et la présidence change ensuite tous les ans à chaque Fête fédérale à organiser.

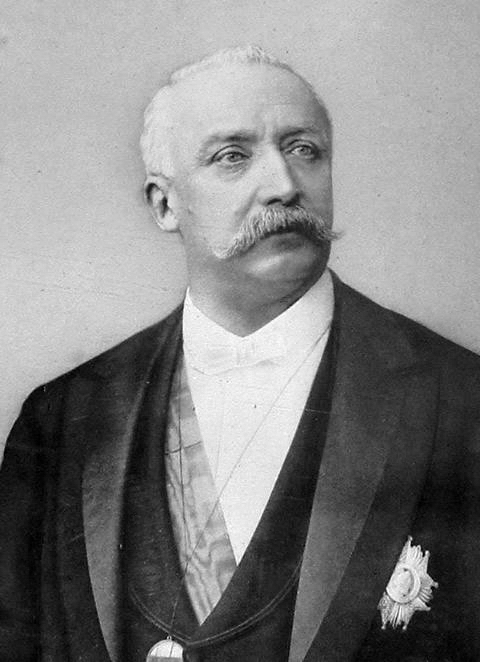
Félix Faure : de la gymnastique à la présidence de la République.

En 1878 le nouveau président Jean-Jacques Ziegler, mentor de Joseph Sansbœuf, organise les 16 et 17 mai une grande Fête de la régénération nationale présidée par Jules Simon. À partir de cette date la Fête fédérale se déroule chaque année et l'élection du président fédéral change tous les ans jusqu'à 1897 au gré de son organisation. Parmi les plus illustres d'entre eux figurent Félix Faure en 1880 et Joseph Sansbœuf, fondateur avec Paul Déroulède, Armand Goupil et Henri Martin de la Ligue des patriotes. Sansbœuf est alors le seul à faire deux mandats consécutifs en 1888 et 1889. En réunissant devant le président de la République Sadi Carnot plus de 10 000 gymnastes issus de 830 sociétés étrangères et françaises en 1889 à la XVe fête fédérale de Paris au polygone de Vincennes celui-ci scelle enfin l’alliance entre les gymnastes de l’USGF et l’État français. À partir de cette date les présidents successifs de la République honorent souvent la fête fédérale de leur présence effective et les sociétés de gymnastique sont « autorisées à défiler derrière les corps de troupe avec leur musique et drapeau ».
L'emprise de la gymnastique s'accentue encore à la fin de la décennie avec la création des bataillons scolaires par Aristide Rey. Lors de son congrès de 1881 la Ligue de l’enseignement de Jean Macé soutient la démarche et Paul Bert, ministre de l'Instruction publique, instaure l'obligation de la gymnastique et des exercices militaires à l’école primaire par la loi du 28 mars 1882. Enfin, le 18 mai, la cause de la gymnastique reçoit le soutien de la Ligue des patriotes dès sa fondation. L'initiative est officialisée en 1883 par la nomination d'un inspecteur général attitré, Pierre Joseph Jeanningros. L'USGF a déjà acquis alors une dimension européenne et, avec les fédérations belge et néerlandaise, elle participe le 23 juillet 1881 sous la présidence du Dr Décès à la fondation du Bureau des fédérations européennes de gymnastique qui devient en 1922 la Fédération internationale de gymnastique (FIG). À partir de 1891, lors de la disparition des bataillons scolaires, beaucoup se muent alors en associations qui renforcent les effectifs de l'USGF.

### Le tournant du siècle
Jusqu'à l'aube du XXe siècle, l'USGF est surtout un organisme de réflexion dont le comité directeur s'enorgueillit de compter en son sein des sommités scientifiques, politiques, littéraires et médiatiques du moment. Et si l'USGF s'investit totalement dans l'organisation de sa grande fête fédérale annuelle destinée à mobiliser les énergies au service de la nation et bientôt relayée par des initiatives locales en province, elle reste pour le moins réservée à l'égard de la compétition sportive, comme d'ailleurs le bureau européen présidé par le Belge Cupérus qui s'oppose à toute participation des gymnastes belges au tournoi de gymnastique des Jeux olympiques d'Athènes en 1896, année où Charles Cazalet accède à la présidence de l'USGF. Cette position est confirmée par la participation d'un seul Français aux mêmes Jeux. Lors des suivants à Paris la gymnastique est avec le cyclisme le sport le plus populaire en France et au centre de l'éducation sportive de la Troisième République. Il revient donc à l'USGF d'inaugurer le tout nouveau vélodrome de Vincennes les 3 et 4 juin par sa fête fédérale avec 8 050 gymnastes venus de toute la France. Dans la foulée, au concours international organisé les 29 et 30 juillet dans le cadre de l'exposition universelle et remporté par Gustave Sandras, les gymnastes français qui représentent la majorité des participants obtiennent les 17 premières places. Le 2 septembre le concours de l'Association des sociétés de gymnastique de la Seine clôture les festivités gymniques.

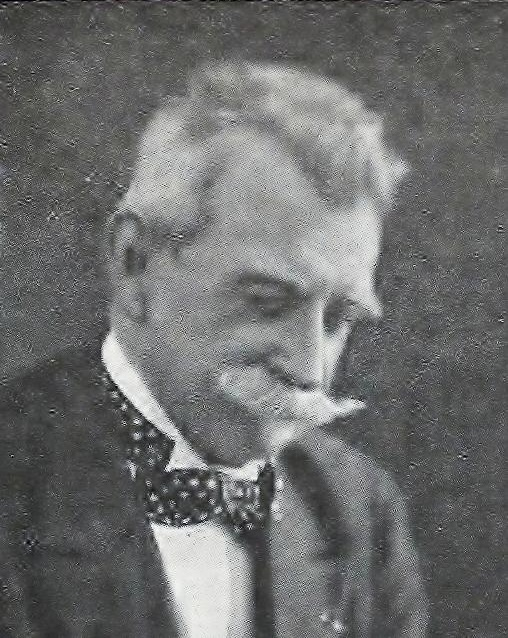
Le président Cazalet (1897-1931).

Charles Cazalet entend bien pérenniser l'avantage acquis. Il invite dès l'année suivante le peintre Octave Denis Victor Guillonnet à la fête fédérale de Nice les 7 et 8 avril. Celle-ci voit 3 000 gymnastes défiler devant le tombeau de Gambetta pour lui rendre un hommage solennel que Guillonnet immortalise sur une toile. Cazalet obtient que l’œuvre soit gravée à l’eau-forte et reproduite pour une large diffusion. L’objectif est clairement affiché dans son courrier du 2 octobre 1909 à Étienne Dujardin-Beaumetz, sous-secrétaire d’État au ministère des Beaux-Arts : « des gravures de propagande qui serviraient, je le crois, admirablement la cause patriotique à laquelle nous sommes attachés ; le souvenir de cette grande manifestation, les idées qu’elle évoque, la mémoire de Gambetta et la défense nationale sont autant de forces de rayonnement pour accroître encore les sentiments patriotiques et républicains de toute notre jeunesse ». Ces reproductions connaissent un grand succès populaire qui perdure et pour le 42e congrès de l’USGF de 1920 à Nice, le quotidien parisien Le Petit Journal reprend encore pour sa « une » ce tableau de Guillonnet entré depuis parmi les grands classiques de la peinture sportive et républicaine.

### Une organisation sportive prémilitaire (1900-1914)
Ce succès fait évoluer les mentalités mais il faut encore attendre 1903 avant que ne soit organisé le premier tournoi international sous l'égide du bureau européen à Anvers où la France prend la première place par équipe. La même année l'USGF est reconnue d'utilité publique le 12 avril. Fort de ces succès Charles Cazalet, vice-président du bureau européen et futur président, déjà favorable à la compétition prend en charge le tournoi suivant à Bordeaux en 1905. La France récidive : l'USGF entre dans l'ère sportive. Pendant dix ans, la France dispute la première place à la Bohême, ne terminant jamais en deçà de la seconde place entre Anvers (1903) et Paris (1913). Individuellement Josef Martinez, Marcel Lalue et Marco Torres montent chacun sur la plus haute marche du podium, deux fois pour le dernier. L'USGF investit également l'Empire colonial — Jean Jean Latte dans son ouvrage cite Algéria-Sports et la Tricolore de Dakar parmi les grandes associations de l'Union — et elle organise sa fête fédérale à Alger dès 1896 puis à Tunis en 1912. L'Afrique du Nord lui fournit alors ses plus grands champions : outre les champions du monde Joseph Martinez et Marco Torrez d'Oran déjà cités et Louis Ségura de Sidi-bel-Abbès on note aussi les internationaux Castelli et Ben Sadoum également de l'Oranaise et Chrech d'Alger.
L'USGF porte une grande attention à la formation de ses cadres, souvent issus de l'École de Joinville. Afin de leur assurer une formation de niveau supérieur, elle finance en 1903 le Cours supérieur d'éducation physique créé à la Sorbonne par Georges Demenÿ, assistant d'Étienne-Jules Marey à la station physiologique du parc des Princes. Ce cours préfigure l'intégration universitaire de la formation des enseignants. Cependant l'objectif majeur reste bien patriotique et l'USGF, qui regroupe 1 100 associations à la veille de la Grande Guerre, contribue largement à fournir à la nation les soldats qu'elle espère pour assurer la revanche. Elle est alors exclusivement masculine et l'Union française des sociétés de gymnastique féminine n'apparaît qu'en 1912. Celle-ci devient en 1921 Fédération des sociétés féminines françaises de gymnastique et des sports (FSFFGS) et se transforme le 12 octobre de la même année en Fédération féminine française de gymnastique et d'éducation physique (FFFGEP). Depuis 1906 les gymnastes bénéficient de nombreux avantages lors de leur service militaire lorsqu'ils sont titulaires du Brevet d'aptitude militaire. Aussi et à cette fin le programme de ses compétitions reste surtout collectif et très éclectique. Les titres de champions se décident autant au saut à la perche ou au lever de gueuses qu'à la barre fixe ; même aux championnats du monde cela persistera jusqu'en 1954. Seuls les tournois des Jeux olympiques se limitent aux seules pratiques gymniques aux agrès. Grâce à cette excellence physique pluridisciplinaire, la gymnastique fournit à l'Armée beaucoup de ses cadres et une grande partie de ses troupes d'élite pendant la guerre 1914-1918 dont elle sort renforcée alors que l'Union des sociétés françaises de sports athlétiques (USFSA) se dissout à travers les nouvelles fédérations unisports.

### L'entre-deux-guerres et Vichy (1919-1942)

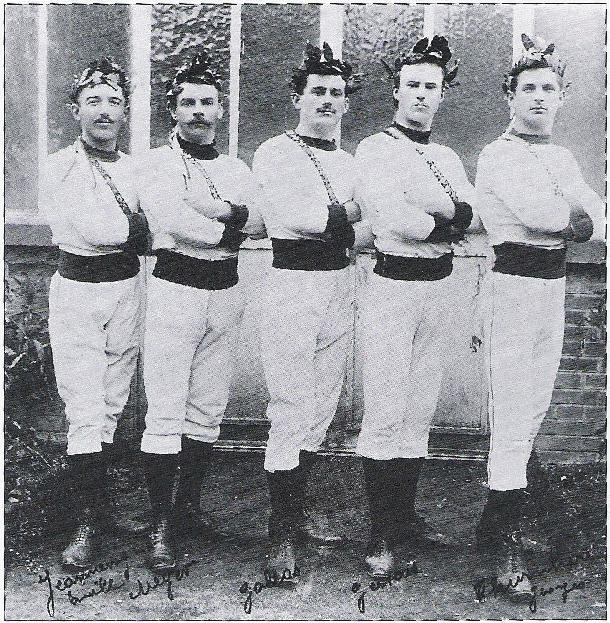
Équipe de La Belfortaine (1922).

L'Union perd 100 000 de ses membres et de ses cadres pendant le conflit. Mais elle organise néanmoins un grand rassemblement national en juin 1919 à Nancy afin de célébrer le retour de la Lorraine et de l'Alsace à la France. Les résultats internationaux baissent un peu et la France recule à la troisième place au tournoi international de Ljubljana 1922. Cependant en 1924, lors des Jeux olympiques de Paris elle remonte à la seconde place du classement mondial pour retomber à la troisième lors du tournoi de Lyon en 1926. La tradition humaniste et sociale perdure et Georges Hébert reconnaît cette même année que les cadres des sociétés de gymnastique ont « un passé, des traditions et la conscience d'être utiles au bien public ».
Les Jeux olympiques d'Amsterdam en 1928 se soldent par un échec mais l'année 1930 marque le renouveau : l'Union remonte à la seconde place lors du tournoi de Luxembourg. Les tournois internationaux laissent place à partir de l'année suivante aux championnats du monde dont le premier est organisé à Paris en 1931. À partir de cette date, la France rétrograde régulièrement au classement général. Pendant cette période l'USGF reste un bastion de l'idéal républicain et la façon dont elle organise sa Fête fédérale est une manière de se mettre au service du régime chaque fois que nécessaire : en 1929 à Orléans lors de la fête en l'honneur de Jeanne d'Arc pour soutenir la volonté de l'État laïc à revendiquer le personnage de l'héroïne nationale, en 1930 à Alger pour célébrer le 100e anniversaire de la conquête de l'Algérie et l'année suivante à Paris pour l’Exposition coloniale internationale de Paris.
Cependant en 1923 le conflit qui oppose depuis 20 ans l’USGF à Philippe Tissié et ses collègues médecins — qui lui contestent le monopole de la formation supérieure des enseignants d’éducation physique — tourne à son désavantage : le cours supérieur lui échappe. Elle se recentre alors sur celle des cadres gymniques de ses associations et à partir de 1927 l'Union organise un cours annuel pour les moniteurs civils à Dinard. En 1931, Cazalet, éprouvé par ses revers professionnels, quitte la présidence et décède deux ans plus tard. La présidence échoit à Gaudier (1931-1937) auquel succèdent Wachmar (1937), Manchet (1938) puis le colonel Lecocq (1939-1942). Le 2 avril 1942, une fusion est imposée par le régime de Vichy entre l'USGF et son équivalent féminin, la Fédération féminine française de gymnastique et d'éducation physique (FFFGEP). La nouvelle entité créée par cette fusion prend le nom de Fédération française de gymnastique (FFG) et le cours de moniteur de Dinard est déplacé à Saint-Maur.

## Les fêtes fédérales

### Les fêtes de la régénération nationale
Une première manifestation destinée à marquer la naissance de l'Union est organisée en 1875 à Paris au Pré Catelan. Mais les Fêtes fédérales ne commencent véritablement qu'en 1878, soit 5 ans après la création de l'USGF. À partir de cette date et jusqu'à Cazalet la présidence de l'Union se confond souvent avec celle du comité organisateur de la fête suivante. En 1880, par exemple, celle-ci est assurée par Félix Faure, futur président de la République et président de la société La Havraise qui prend en charge la fête de 1881. Véritables fêtes de la régénération nationale, selon le nom donné à la première, ces manifestations ont souvent l'appui des pouvoirs publics ; ainsi en 1882, à Reims, Jules Ferry, président du Conseil, préside aux manifestations. Mais il revient à Sansbœuf d'en obtenir le couronnement avec la présence effective et presque constante du président de la République à partir de 1889 alors que des fêtes régionales se multiplient en province. Aucun palmarès n'a été retrouvé concernant cette période où le rassemblement patriotique et festif prend le pas sur la compétition sportive qui reste très secondaire.

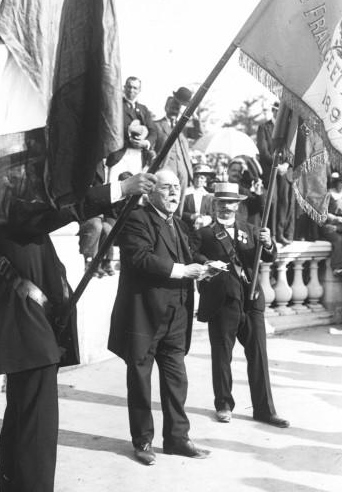
Discours de Joseph Sansbœuf lors d'une fête fédérale.

| Années | Présidents USGF | Fêtes fédérales                           |
| ------ | --------------- | ----------------------------------------- |
| 1873   | Paz             |                                           |
| 1874   | Paz             |                                           |
| 1875   | Doyen           | Paris (Le pré Catelan)                    |
| 1876   | De Jarry        |                                           |
| 1877   | Ziegler         |                                           |
| 1878   | Boggio          | Paris (Fête de la régénération nationale) |
| 1879   | Gallot          | Lille                                     |
| 1880   | Faure           | La Rochelle                               |
| 1881   | Décès           | Le Havre                                  |
| 1882   | Dozole          | Reims                                     |
| 1883   | Lecocq          | Angoulême                                 |
| 1884   | Mérillon        | Amiens                                    |
| 1885   | Puiraddaud      | Bordeaux                                  |
| 1887   | Lemercier       | Tours                                     |
| 1888   | Sansbœuf        | Saintes                                   |

### L'implication de l'État
À partir de 1889, avec Sadi Carnot, le président de la République se déplace souvent lui-même en province pour présider en personne le grand rassemblement. Raymond Barrull atteste que son successeur Félix Faure, ancien président de La Havraise et de l'USGF, assiste à toutes les fêtes pendant sa présidence mais Jean  Latte n'en fait état que pour la première et la dernière année. Cet honneur perdure jusqu'à la déclaration de guerre et Raymond Poincaré préside encore la fête de Rennes peu de temps avant le déclenchement des hostilités. Jusqu'à l'avènement de Charles Cazalet, les fêtes sont donc avant tout des festivités populaires et patriotiques. Les lauréats individuels prennent le titre de champion de France à partir de 1898 ; le premier est donc Vandeputte. Gaudier, lauréat en 1891, succédera à Cazalet à la présidence de l'USGF de 1932 à 1936. Les premiers classements collectifs que l'on relève sont ceux de la fête de Toulouse en 1893 qui couronne La Longchamps de Bordeaux puis de celle d'Alger en 1896 qui voit la victoire de la Société de gymnastique et d'armes d'Arras. Il faut ensuite attendre la grande fête fédérale de l'exposition universelle de Paris en 1900 pour retrouver un palmarès complet. Cette année-là, dans la même enceinte du vélodrome de Vincennes, le titre national revient à Martinez d'Oran le 4 juin et le titre olympique à Sandras de La Patriote de Croix les 29 et 30 juillet, le champion de France ne terminant qu'à la 7e place. Celui-ci remporte ensuite le premier tournoi international d'Anvers en 1903 et totalise 10 médailles d'or en 3 participations aux championnats du monde de 1903 à 1907.
| Années | Présidents USGF | Fêtes fédérales                        | Présidents de la République présents | Champions par équipe                      | Champions individuels |
| ------ | --------------- | -------------------------------------- | ------------------------------------ | ----------------------------------------- | --------------------- |
| 1889   | Sansbœuf        | Paris                                  | Sadi Carnot                          |                                           |                       |
| 1890   | Prud’homme      | Besançon                               | Sadi Carnot                          |                                           | Langrognet et Schreb  |
| 1891   | Bourcart        | Limoges                                | Sadi Carnot                          |                                           | Gaudier et Schitz     |
| 1892   | Lauras          | Nancy (première invitation des Sokols) | Sadi Carnot                          |                                           | Boivin et Dourthe     |
| 1893   | Plassan         | Toulouse                               |                                      | Longchamps (Bordeaux)                     | Scherb                |
| 1894   | Parmentier      | Lyon                                   |                                      |                                           | Pillot                |
| 1895   | Secrestat       | Périgueux                              | Félix Faure                          |                                           | Buttin et Leleu       |
| 1896   | Hainedouche     | Alger (à l'initiative de Cazalet)      | Félix Faure                          | Société de gymnastique et d’armes (Arras) | Buttin                |
| 1897   | Cazalet         | Roubaix                                | Félix Faure                          |                                           | Schmitt               |
| 1898   | Cazalet         | Saint-Étienne                          | Félix Faure                          |                                           | Vandeputte            |
| 1899   | Cazalet         | Dijon                                  | Émile Loubet                         |                                           | Bas                   |
| 1900   | Cazalet         | Paris (Exposition universelle)         | Émile Loubet                         | La Patriote (Croix)                       | Martinez (Oran)       |
| 1901   | Cazalet         | Nice (Célébration de Gambetta)         | Émile Loubet                         |                                           | Lalue (Limoges)       |
| 1902   | Cazalet         | Le Mans                                | Émile Loubet                         | Société de l'entreprise Solvay (Dombasle) | Martinez (Oran)       |
| 1903   | Cazalet         | Marseille                              | Émile Loubet                         | La Boroïllotte (Valentigney)              | Martinez (Oran)       |
| 1904   | Cazalet         | Arras                                  | Émile Loubet                         | La Belfortaine (Belfort)                  | Dejagere (Tourcoing)  |
| 1905   | Cazalet         | Bordeaux (Célébration Gambetta)        | Émile Loubet                         | Société de gymnastique et d’armes (Arras) | Lalue (Limoges)       |
| 1906   | Cazalet         | Tourcoing                              | Armand Fallières                     | Société de gymnastique et d’armes (Arras) | Rolland (Haumont)     |
| 1907   | Cazalet         | Clermont-Ferrand                       |                                      | La Belfortaine (Belfort)                  | Rolland (Haumont)     |
| 1908   | Cazalet         | Troyes                                 |                                      | Société de l'entreprise Solvay (Dombasle) | Lalue (Limoges)       |
| 1909   | Cazalet         | Angers                                 |                                      | Société de l'entreprise Solvay (Dombasle) | Martinez (Oran)       |
| 1910   | Cazalet         | Saint-Quentin                          |                                      | L’Étoile (Armentières)                    | Lalue (Limoges)       |
| 1911   | Cazalet         | Caen                                   | Armand Fallières                     | La Jeunesse (Tourcoing)                   | Dumont (Charenton)    |
| 1912   | Cazalet         | Tunis                                  |                                      | La Gaillarde (Brive)                      | Torrès (Oran)         |
| 1913   | Cazalet         | Vichy                                  |                                      | La Française (Avize)                      | Torrès (Oran)         |
| 1914   | Cazalet         | Rennes                                 | Raymond Poincaré                     | L’Avenir (Thaon)                          | Aubry (Suresnes)      |

### L'après-guerre
Les présences présidentielles, liées au souci du renforcement de l'armée française, s'espacent notablement après que le plus haut personnage de l'État eut rendu hommage à la contribution de la gymnastique à la victoire en 1920 et 1921. En 1929, alors que l'USGF assure largement la célébration laïque de Jeanne d'Arc à Orléans, elle doit se contenter de la présence de ministres. Pendant toute cette période le programme compétitif reste encore assez éloigné des contenus actuels et l'athlétisme intervient pour beaucoup dans les résultats aussi bien pour les individuels que pour les équipes qui se produisent souvent en simultané. Cette réalité perdure jusqu'à la fin de la période : en 1938, Lucien Masset remporte le titre à Belfort en ne devançant Walter que de moins de 3 points sur un total de 129 grâce à la meilleure performance de la rencontre au saut en hauteur et au 100 mètres.
| Années | Présidents USGF | Fêtes fédérales                         | Présidents de la République présents | Champions par équipe            | Champions individuels |
| ------ | --------------- | --------------------------------------- | ------------------------------------ | ------------------------------- | --------------------- |
| 1919   | Cazalet         | Nancy (Libération de l'Alsace-Lorraine) |                                      |                                 |                       |
| 1920   | Cazalet         | Nice                                    | Paul Deschanel                       | La Belfortaise (Belfort)        |                       |
| 1921   | Cazalet         | Lille                                   | Alexandre Millerand                  | La Roubaisienne (Roubaix)       | Heeb (Strasbourg)     |
| 1922   | Cazalet         | Marseille                               |                                      | La Belfortaise (Belfort)        | Wagner (Voiron)       |
| 1923   | Cazalet         | Rouen                                   |                                      | La Milhusina (Mulhouse)         | Hermann (Belfort)     |
| 1924   | Cazalet         | Clermont-Ferrand                        |                                      | La Milhusina (Mulhouse)         | Séguin (Lyon)         |
| 1925   | Cazalet         | Paris                                   | Gaston Doumergue                     |                                 | Gangloff (Strasbourg) |
| 1926   | Cazalet         | Lyon                                    |                                      | La Belfortaine (Belfort)        | Heeb (Strasbourg)     |
| 1927   | Cazalet         | Angers                                  |                                      | Les Touristes (Suresnes)        | Solbach (Suresnes)    |
| 1928   | Cazalet         | Calais                                  |                                      | La Belfortaine (Belfort)        | Larrouy (Tarbes)      |
| 1929   | Cazalet         | Paris (500e anniversaire)               |                                      | Les Touristes (Suresnes)        | Solbach (Suresnes)    |
| 1930   | Cazalet         | Alger (100e anniversaire)               |                                      | La Roubaisienne (Roubaix)       | Krauss (Belfort)      |
| 1931   | Cazalet         | Paris (Exposition coloniale)            | Paul Doumer                          | Les Touristes (Suresnes)        | Leroux (Haguenau)     |
| 1932   | Gaudier         | Rennes                                  |                                      | Les Touristes (Suresnes)        | Leroux (Haguenau)     |
| 1933   | Gaudier         | Angoulême                               |                                      | Les Touristes (Suresnes)        | Leroux (Haguenau)     |
| 1934   | Gaudier         | Dijon                                   |                                      | Les Touristes (Suresnes)        | Rousseau (Saint-Ouen) |
| 1935   | Gaudier         | Sète                                    |                                      |                                 | Walter (Guebwiller)   |
| 1936   | Gaudier         | Annecy                                  | Albert Lebrun                        | La Milhusina (Mulhouse)         | Masset (Lyon)         |
| 1937   | Wachmar         | Paris (Exposition universelle)          |                                      | La Belfortaine (Belfort)        | Masset (Lyon)         |
| 1938   | Manchet         | Compiègne                               |                                      | La Société Municipale (Puteaux) | Masset (Lyon)         |
| 1939   | Lecocq          | Lille                                   |                                      | La Société Municipale (Puteaux) | Murray                |

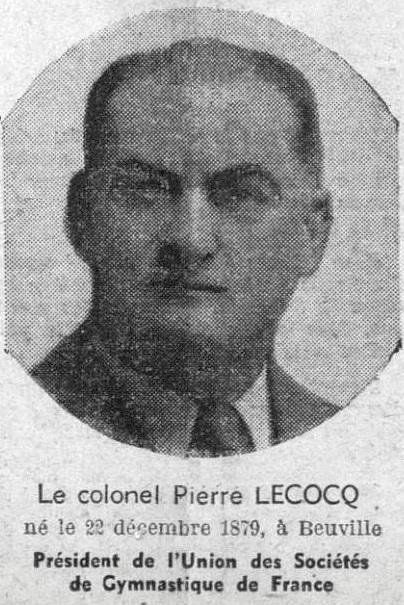
Le colonel Pierre Lecocq, Président de l'Union des Sociétés de Gymnastique de France (USGF), de 1939 à 1941.

Les palmarès, parfois incomplets, vont du début du XXe siècle jusqu’au dernier championnat organisé par l’USGF en 1939. Les villes ayant organisé plusieurs fêtes fédérales sont en gras. Paris est candidat lors de chaque grande exposition qui intègre la fête fédérale dans ses manifestations. En province, celle-ci est souvent liée à des célébrations républicaines locales : commémorations de Gambetta, 500e anniversaire de la délivrance d'Orléans par Jeanne d'Arc, 100e anniversaire du débarquement de Sidi-Ferruch, etc. Les archives de la FFG ayant sombré en Seine lors d’un déménagement, l'essentiel de ces informations est connu par l’ouvrage de Jean Latte.